# Altrix
Altrix is een geslacht van weekdieren uit de klasse van de Gastropoda (slakken).

## Soorten
- Altrix altior (Meyer & Aldrich, 1886) †
- Altrix leesi (Sohl, 1992) †
- Altrix trifolium (Dall, 1881)